# Província marítima de València

bandera de la província marítima de València

La província marítima de València, és una de les trenta províncies marítimes amb les que es dividix el litoral espanyol. Comprèn des de la línia que partix amb rumb 045º des del riu Racons fins al paral·lel de la gola de Cerrada. Limita al nord amb la província marítima de Castelló i al sud amb la província marítima d'Alacant.
La capitania d'esta província marítima està situada a València. El seu port més important és el port de València.
Consta dels següents districtes marítims:
- Gandia (VA-1), que va des del riu Racons fins a la gola del Perelló.
- València (VA-2), que va des de la gola del Perelló fins a la gola de la Torre.
- Sagunt (VA-3), que va des de la gola de la torre fins a la gola de Cerrada.[1]